# Фрейзер Горнбі
Фрейзер Девід Інгем Горнбі (англ. Fraser David Ingham Hornby, нар. 13 вересня 1999, Нортгемптон, Англія) — шотландський футболіст, нападник німецького клубу «Дармштадт 98».

## Ігрова кар'єра

### Клубна
Фрейзер Горнбі починав займатися футболом в англійському клубі «Нортгемптон Таун» зі свого рідного міста Нортгемптон. У 2014 році він приєднався ло академії клубу Прем'єр-ліги «Евертон». У грудні 2017 року нападник провів одну гру в основі «Евертона», коли вийшов на заміну у матчі Ліги Європи. Сезон 2019/20 Горнбі провів в оренді у бельгійському «Кортрейку».
Влітку 2020 року за 2 млн євро контракт футболіста викупив французький клуб «Реймс». Але в основі Горнбі провів лише 11 матчів і вже взимку 2021 року відправився в оренду у шотландський «Абердин». Сезон 2022/23 нападник також провів в оренді, граючи у складі ще одного клуба з Бельгії - «Остенде».
5 липня 2023 року Горнбі підписав чотирирічний контракт з німецьким клубом «Дармштадт 98», який підвищився до Бундесліги. Першу гру в новій команді футболіст провів 20 серпня 2023 року проти франкфуртського «Айнтрахта».

### Збірна
Фрейзер Горнбі виступав за юнацькі збірні Шотландії з 2016 року.
З 2018 року Горнбі провів 18 матчів у складі молодіжної збірної Шотландії і забивши в цих матчах 10 голів є рекордсменом молодіжної збірної Шотландії за кількістю забитих голів.